# Ferrari 275
Ferrari 275 — модель 1964–1968 років італійської компанії Ferrari. Була презентована у жовтні 1964 на Паризькому Автосалоні (модель GTB, GTS). Перша дорожня модель Феррарі з трансмісією типу Transaxle та назалежною задньою підвіскою. Було виготовлено п'ять модифікацій даної моделі, що замінили модель Ferrari 250.

## Конструкція

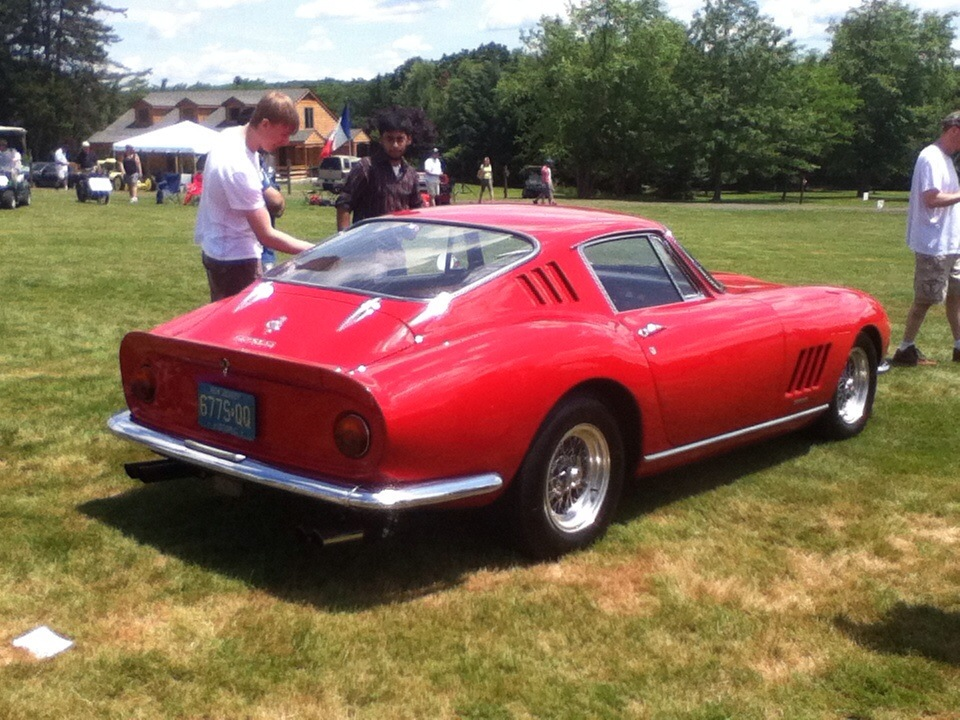

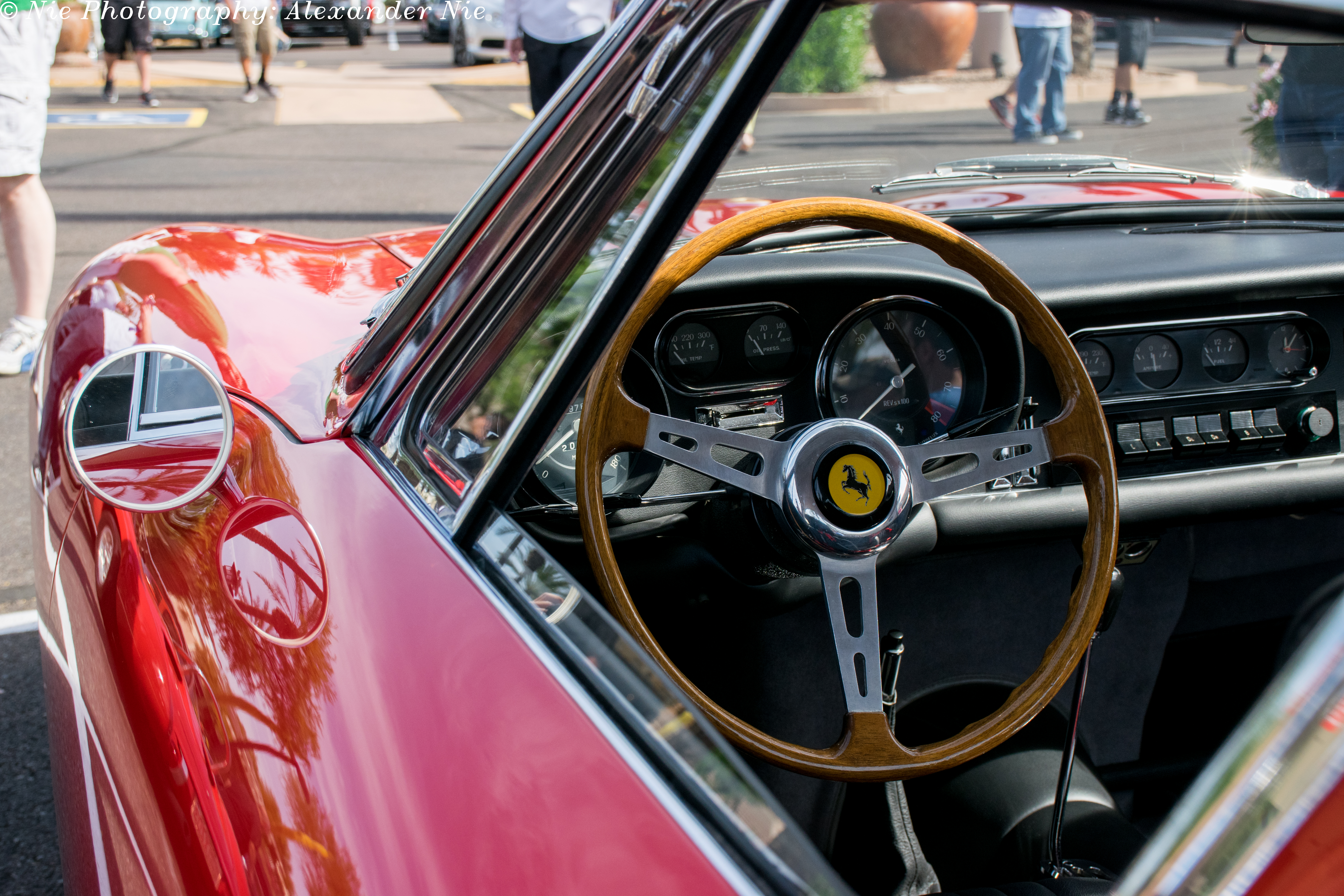

Тенденція по окремих конструкціях для гоночних і дорожніх авто була реалізована у Ferrari 275, що відрізнялась від гоночної моделі комфортабельною кабіною при відмінних ходових властивостях. Було виготовлено наступні модифікації:
- GTB (італ. Gran Turismo Berlinetta (GTB)) — кузов 2-місне купе (730 екземплярів)
- GTB Speciale — для участі у змаганнях туристичного класу (3 екземпляри)
- GTB/C — гоночне авто (12 екземплярів)
- GTS (італ. Gran Turismo Spider (GTS)) — кузов 2-місний cabrio розробки компанії Pininfarina (близько 200 екземплярів)
- GTB/4 NART Spyder (10 екземплярів)

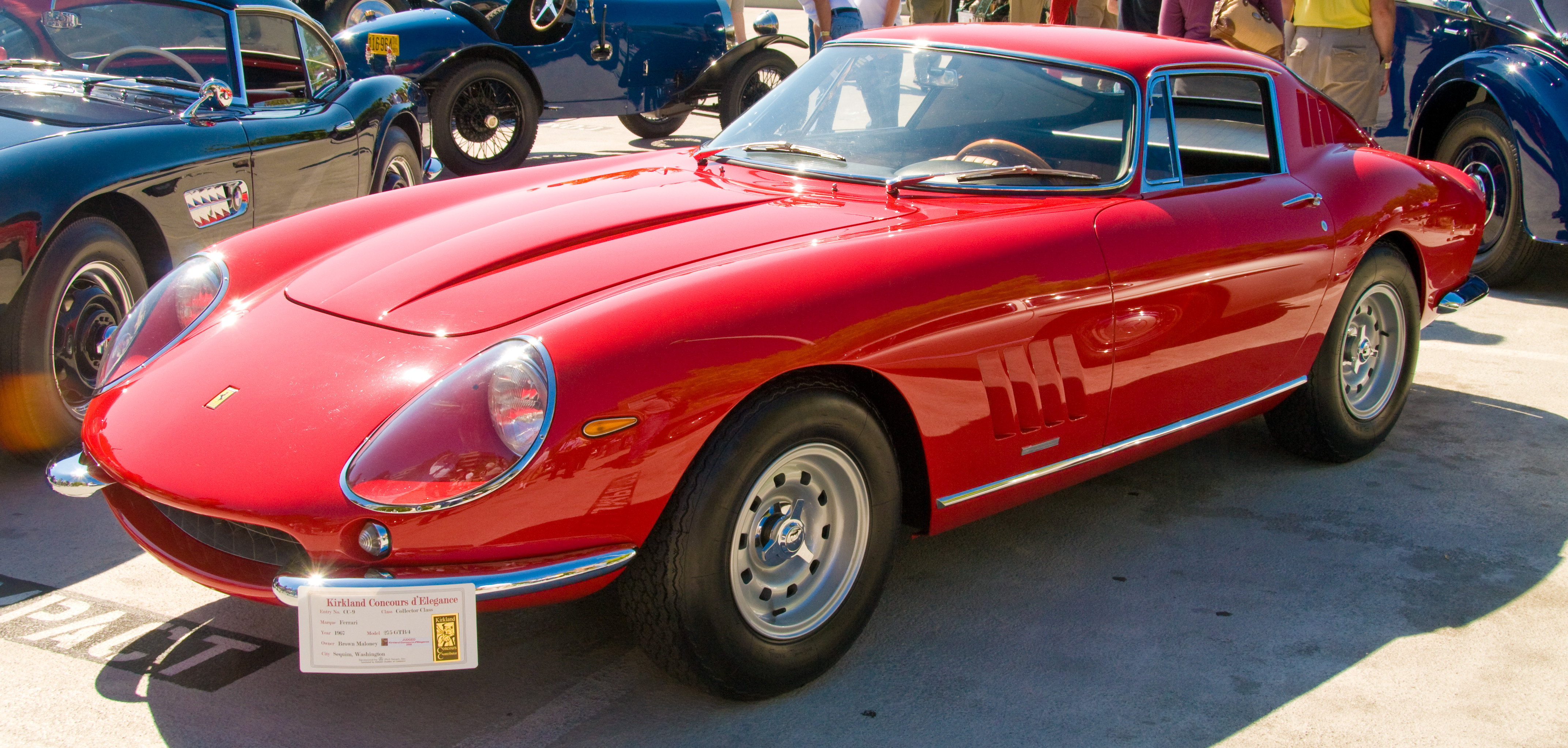
Ferrari 275 GTB/4

Усі модифікації отримали V-подібний, 12-циліндровий мотор з кутом розвалу блоків циліндрів 60° об'ємом 3286 см³ (77 мм x 58,8 мм), що різнились потужністю. GTS — 260 к.с. (191 кВт) при 7600 об/хв.; GTB — 280 к.с. (206 кВт) при 7600 об/хв.; GTB/4 — 300 к.с. (221 кВт) при 8000 об/хв. Але у моделі GTB/4 у кожній головці блоку циліндрів розміщувалось по два розподільчі вали.
Моделі отримали 3 карбюратори Weber 40DCZ6, а GTB/4 6×Weber 40DCN17.
Луїджи Чінетті для своєї гоночної команди North American Racing Team у лютому 1967 замовив гоночні автомашини GTB/4 NART Spyder, які створили на базі GTB/4. Один з них у серпні 2013 продали на аукціоні за 27,7 млн. доларів, що тоді було найвищою ціною за авто даного класу.

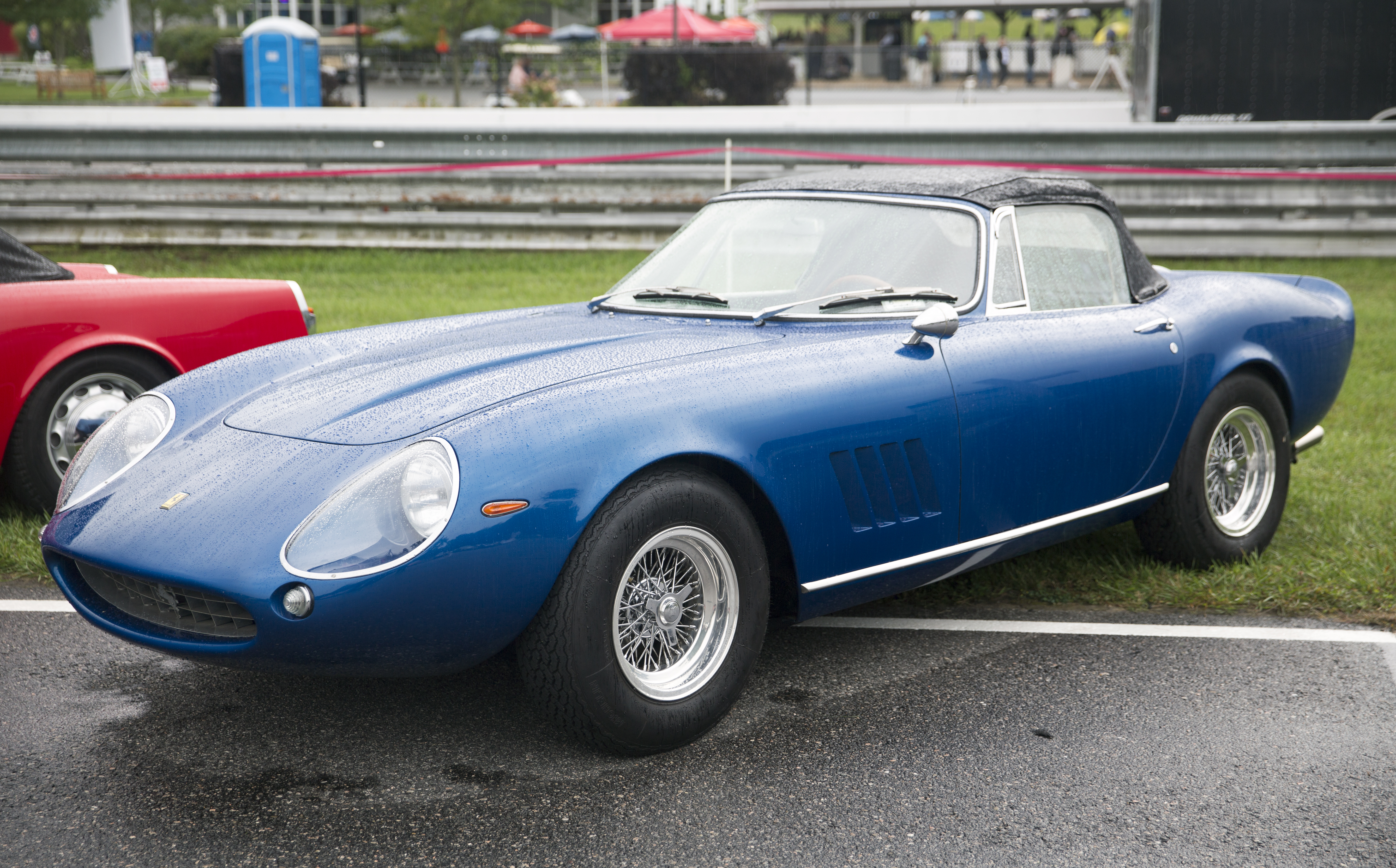
Ferrari 275 GTB4-S NART

## Двигун
- 3.3 L Colombo V12 260/280/300 к.с.